# Mary-sur-Marne
Mary-sur-Marne is een gemeente in Frankrijk. Het ligt aan de rechteroever van de Marne, op de plaats waar de Ourcq in de Marne uitkomt.
Er staat een kerk uit de 16e eeuw, de église Saint-Germain, die een monument historique is. 

## Kaart
De onderstaande kaart toont de ligging van Mary-sur-Marne met de belangrijkste infrastructuur en aangrenzende gemeenten.

## Demografie
Onderstaande figuur toont het verloop van het inwonertal, bron: INSEE-tellingen. 

## Stedenband
- Burwell, samen met Ocquerre en Lizy-sur-Ourcq

## Websites
- (fr)  Statistische informatie op de website van INSEE

1. ↑  Populations de référence 2022.